# 錫光
錫光是一世紀時期的交趾郡太守，被認為是為越南帶來儒教的人物。法國語言學家亨利·馬伯樂認為：「在王莽篡漢、天下大亂時，有大批官僚和學者逃離中國，來到越南，他們建議錫光在當地推廣中國的文化。」錫光聽取這些人的建議，在當地建立學校，並採取與漢帝國相似的行政制度。錫光的生卒年不詳，僅知道在西元29年，他曾與漢光武帝有聯絡。